# Динерштейн, Александр Григорьевич
Александр Григорьевич Динерштейн (р. 19 апреля 1980, Казань) — профессиональный игрок в го, 7 дан EGF, 3 профессиональный дан (получен в Корее), заслуженный мастер спорта (2004), гроссмейстер России (2003), семикратный чемпион Европы, четырёхкратный чемпион России (2010, 2011, 2012, 2019), трёхкратный обладатель Кубка России (2007, 2012, 2019), а также победитель многих других турниров.

## Биография
Динерштейн начал играть в го в 1986 году в возрасте шести лет. Он родился и вырос в Казани, дружил с другими сильными игроками го, например, Иваном Детковым и Валерием Соловьёвым. Играть в го он научился у своего отца. Динерштейн также увлекался шахматами, но в десять лет решил полностью посвятить себя го. Тогда он начал работать со своим новым тренером — Валерием Шикшиным.
В 1996 году, после десяти лет обучения го, Динерштейн получил приглашение изучать го от Корейской ассоциации падук в Сеуле. Динерштейн принял предложение и в марте 1997 года отправился в Южную Корею. Его новым тренером стал Чун Понгчжо, а обучался он вместе со многими корейскими игроками, впоследствии ставшими лидерами мирового го.
В 2002 году Александр Динерштейн получил статус профессионала по решению Корейской ассоциации падук без прохождения отборочного турнира. С этого же года Динерштейн занимается преподаванием Го вживую и через интернет (на сервере КГС)

## Достижения
- Один из немногих неазиатов, получивших статус профессионала.
- Семикратный чемпион Европы (1999, 2000, 2002, 2003, 2004, 2005, 2009).
- Победитель и призёр множества европейских профессиональных турниров, включая European Ing Cup (2001, 2002), European Go Oza (2002, 2006, 2008) и European Masters (2005,2007).
- Четырёхкратный чемпион России (2010, 2011, 2012, 2019)[3].
- Трёхкратный обладатель Кубка России (2007, 2012, 2019).
- Победитель и призёр многих российских парных и командных турниров.

Учётная запись на КГС — Breakfast.